# Tore Zetterström
Thore Gustaf Zetterström, född 24 november 1914 i Tolfta församling, Uppsala län, död 30 januari 1984 i Tolfta församling, Uppsala län, var en svensk nyckelharpist och möbelsnickare.

## Biografi
Zetterström föddes 1914 i Tolfta socken. Redan som barn började han att spela nyckelharpa (silverbasharpa). Under 1940-talet medverkade Zetterström ett flertal gånger i Sveriges radio som spelman. Utöver att vara spelman, arbeta Zetterström som möbelsnickare.

## Radioprogram
- 1934 – Sveriges Radios Europakonsert i folkton